# Mahé Drysdale
Alexander Mahé Owens Drysdale (ur. 19 listopada 1978 w Melbourne) – nowozelandzki wioślarz, złoty i brązowy medalista olimpijski w wioślarskiej jedynce, pięciokrotny mistrz świata.

## Kariera
Drysdale swoją wioślarską karierę rozpoczął na uniwersytecie w wieku osiemnastu lat. Później zrezygnował z wioślarstwa, aby móc skoncentrować się na studiach, do którego ponownie powrócił, kiedy w 2000 roku podczas Letnich Igrzysk Olimpijskich w Sydney Nowozelandczyk Rob Waddell zdobył złoty medal.
W 2002 roku Drysdale konkurował w Pucharze Świata startując w reprezentacji Nowej Zelandii w wioślarskiej czwórce bez sternika. Po Igrzyskach Olimpijskich w 2004 roku kiedy jego załoga zajęła piąte miejsce w klasyfikacji ogólnej, Drysdale zaczął startować w wioślarskiej jedynce wygrywając Mistrzostwa Świata w wioślarstwie w 2005 roku w Gifu (Japonia), mimo złamanych dwóch kręgów szyjnych w wypadku podczas jazdy na nartach wodnych rok wcześniej.
Łącznie na mistrzostwach świata zdobył sześć medali − 5 złotych (w latach 2005–2007, 2009 i 2011) oraz jeden srebrny, zdobyty w 2010 roku.
Chorąży reprezentacji Nowej Zelandii podczas ceremonii otwarcia Igrzysk Olimpijskich w Pekinie w 2008 roku. Podczas tych Igrzysk był faworytem w konkurencji męskich jedynek, jednak przed zawodami zmagał się z infekcją układu pokarmowego. Mimo dużej utraty masy ciała udało mu się awansować do finału, w którym ostatkiem sił zajął trzecie miejsce. Po przekroczeniu linii mety traci przytomność i jest przetransportowany do namiotu pomocy medycznej. Po uzyskaniu opieki medycznej był w stanie samodzielnie stanąć na podium.
W 2008 otrzymał Nowozelandzki Order Zasługi V klasy.
Drysdale jest członkiem West End Rowing Club w Avondale w Auckland (Nowa Zelandia) oraz Tideway Scullers w Londynie (Anglia).

## Osiągnięcia
- Mistrzostwa świata – Mediolan 2003 – czwórka bez sternika – 11. miejsce.
- Igrzyska olimpijskie – Ateny 2004 – czwórka bez sternika – 5. miejsce.
- Mistrzostwa świata – Gifu 2005 – jedynka – 1. miejsce.
- Mistrzostwa świata – Eton 2006 – jedynka – 1. miejsce.
- Mistrzostwa świata – Monachium 2007 – jedynka – 1. miejsce.
- Igrzyska olimpijskie – Pekin 2008 – jedynka – 3. miejsce.
- Mistrzostwa świata – Poznań 2009 – jedynka – 1. miejsce.
- Mistrzostwa świata – Hamilton 2010 – jedynka – 2. miejsce.
- Mistrzostwa świata – Bled 2011 – jedynka – 1. miejsce.
- Igrzyska olimpijskie – Londyn 2012 – jedynka – 1. miejsce
- Mistrzostwa świata – Amsterdam 2014 – jedynka – 2. miejsce
- Mistrzostwa świata – Aiguebelette 2015 – jedynka – 2. miejsce
- Igrzyska olimpijskie – Rio de Janeiro 2016 – jedynka – 1. miejsce